# Bételgeuse
Pour les articles homonymes, voir Bételgeuse (homonymie).
Désignations
Bételgeuse, également connue par sa désignation de Bayer Alpha Orionis (α Orionis), est une étoile variable semi-régulière de type supergéante rouge de la constellation d’Orion.
Sa distance est très difficile à établir. En 2008, un article propose la distance de 197 ± 45 pc (∼643 al),, mais elle est définie à 427 années-lumière pendant les décennies précédentes. En 2013, le télescope spatial Herschel estime que Bételgeuse pourrait approcher la distance de 500 années-lumière.
Bien qu'étant désignée par la lettre « alpha » dans la désignation de Bayer, Bételgeuse n'est souvent que la deuxième étoile la plus brillante de la constellation d'Orion, derrière Rigel. Elle forme l'un des sommets du triangle d'hiver avec Sirius et Procyon.
Avec un rayon d'environ un millier de rayons solaires, Bételgeuse est une supergéante rouge, l'une des plus grandes étoiles connues. Si elle était au centre du système solaire, son rayon s'étendrait entre l'orbite de Mars et celle de Jupiter voire au-delà. Lorsqu'elle explosera en supernova, elle sera visible de la Terre en plein jour, pendant plusieurs jours, avec une brillance comparable à celle de la Lune,. Après cette période, elle se transformera progressivement en nébuleuse, qui restera visible pendant plusieurs milliers d'années.
Le diamètre angulaire de Bételgeuse est le fruit de la première mesure d'un diamètre d'étoile, réalisée en 1920-1921 par les astronomes Michelson et Pease avec le télescope Hooker de l'observatoire du Mont Wilson et par interférométrie.
Étoile variable habituellement considérée comme la huitième étoile la plus brillante du ciel, sa luminosité a baissé soudainement en novembre 2019, au point de la faire descendre en 2020 à la 21e place. La cause de ce phénomène fut identifiée comme la formation de poussière devant l'étoile à la suite de l'éjection d'une grande quantité de gaz. Sa luminosité a par la suite progressivement remonté, pour revenir à environ 87 % de sa luminosité nominale en mars 2021.

## Nom
Bételgeuse (forme internationale : Betelgeuse) est le nom propre de l'étoile qui a été approuvé par l'Union astronomique internationale le 20 juillet 2016.
Bon nombre d'étoiles portent des appellations d'origine arabe, à la suite de la traduction en latin des ouvrages de l'astronomie arabe. Les étoiles les plus brillantes délimitant les contours de la constellation d'Orion portent ainsi encore toutes un nom d'origine arabe (Bételgeuse, Mintaka, Alnilam, Alnitak, Rigel et Saïph), excepté Bellatrix dont le nom vient du latin.
Le nom « Bételgeuse » vient de يد الجوزاء, yad al-jawzāʾ, un terme d'origine arabe pré-islamique qui signifie « la main d'al-jawzāʾ». L'origine de al-jawzāʾ, qui précède la traduction par les Arabes des ouvrages grecs, est ancienne et sa signification est obscure. Le terme fait référence à un personnage féminin et dérive probablement d'une racine qui signifie « au milieu » : il aurait pu désigner dans l'Arabie ancienne une constellation qui recouvrait les étoiles de l'actuelle Orion, et faire référence à la position centrale de celle-ci sur la voûte céleste. Après la traduction de l'Almageste, le terme est utilisé par les astronomes musulmans, en concurrence avec d'autres appellations, tant pour désigner la constellation d'Orion que celle des Gémeaux.
Le terme est d'abord transcrit au Moyen Âge en Bedalgeuze, avec une erreur de lecture de diacritique : en arabe, les lettres bāʾ et yā’ ne diffèrent que par le nombre de points diacritiques, la première en possède un et la seconde deux. À la Renaissance, pour justifier cette transcription, l'érudit Joseph Juste Scaliger forge un terme de son cru, bāt al-jawzāʾ, à partir du pluriel de ibt (aisselle), d'où l'apparition du « t » à la place du « d » et d'une étymologie erronée souvent reprise depuis, bien que l'étymologie correcte ait été donnée dès le XVIIe siècle par Thomas Hyde.

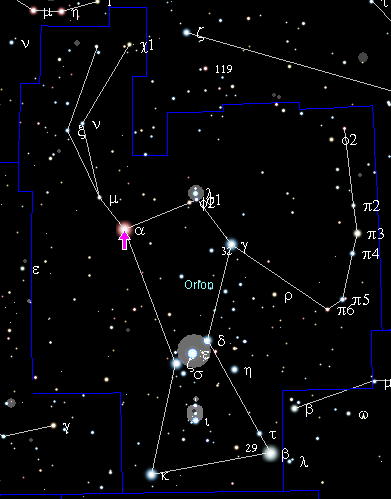
Localisation de Bételgeuse dans la constellation d'Orion.

## Caractéristiques
L'étoile se situe sur l’épaule gauche d’Orion. C’est une supergéante rouge, froide et bien apparente à l’œil nu, de type spectral M1-2 Ia-Iab. Il s’agit d'une étoile intrinsèquement très lumineuse, et fort probablement de la plus grande étoile de cette région de la Voie lactée[réf. nécessaire]. Elle est en outre le seul astre connu de magnitude 1 dont l’éclat varie d’environ 1 magnitude sur une période de 5,7 années. Selon certains calculs, elle pourrait remplir, lorsqu’elle présente sa taille normale, la zone orbitale de Mars et, lorsqu’elle croît, celle de Jupiter. Entre 1993 et 2009, son diamètre a diminué de 15 %, sans qu'on en connaisse encore les raisons.
Bételgeuse est l'une des premières étoiles en dehors du Soleil qui ont pu être résolues spatialement. La mesure de son diamètre angulaire a été réalisée en 1920 par les astronomes Albert A. Michelson et Francis Pease avec le télescope Hooker de l'observatoire du Mont Wilson, grâce à la technique de l'interférométrie,,.
Cette supergéante rouge rayonne comme approximativement 100 000 soleils réunis. Son rayon a été déterminé comme étant environ 1 000 fois plus grand que celui du Soleil (et donc son volume environ un milliard de fois plus grand), mais sa masse n'est que quinze à vingt fois celle du Soleil. En 2020, une étude affirme que Bételgeuse serait moins grosse qu'estimé auparavant : la supergéante ne serait pas aussi grande que l'orbite de Jupiter, mais seulement les deux tiers. Son rayon serait environ 760 fois celui du Soleil. D'après les observations conduites pendant plusieurs années par Charles Townes et son collègue Edward Wishnow, la taille de Bételgeuse s'est réduite entre 1993 et 2009 d'une distance égale à celle qui sépare Vénus du Soleil, et il semble que le processus irait en s'accélérant.

### Cycle de vie
Bételgeuse est une étoile supergéante rouge évoluée, qui a déjà terminé sa vie sur la séquence principale (où elle fusionnait l'hydrogène de son noyau en hélium), bien qu'elle ne soit âgée que d'une dizaine de millions d'années seulement ; étant donné qu'elle est beaucoup plus massive que le Soleil, l'hydrogène a été consommé beaucoup plus rapidement. Selon des observations publiées en 2009, Bételgeuse aurait arrêté de grandir. L'étude de ses propriétés et l'utilisation de modèles d'évolution stellaire indiquent qu'elle est encore au début de la phase de fusion de l'hélium dans son noyau. L'étoile est vouée à exploser en une supernova qui sera facilement visible depuis la Terre même en plein jour. À la suite de son explosion, son cœur se réduirait à un diamètre d'une vingtaine de kilomètres et pourrait devenir une étoile à neutrons.

### Surface et atmosphère

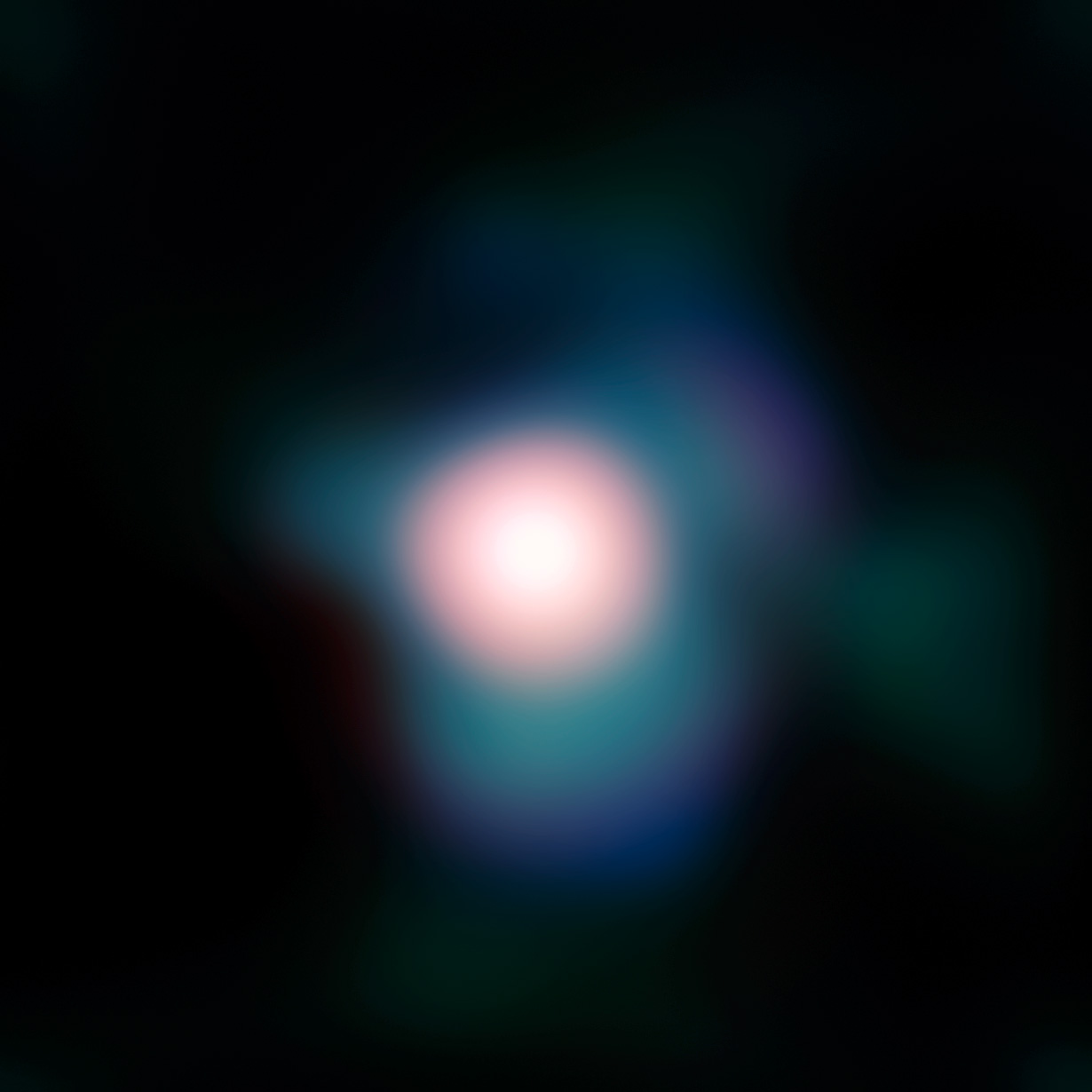
Image obtenue par l'ESO en juillet 2009.

Ses panaches atteignent une taille équivalente à la taille du Système solaire entier. L'ESO et l'observatoire de Paris ont, en juillet 2009, obtenu des images d'une grande précision de la géante rouge en utilisant le Très Grand Télescope basé au Chili.
De plus, des observations interférométriques révèlent la présence de bulles de matière sur la surface de Bételgeuse. De telles bulles seraient dues à d'énormes mouvements de convection de gaz ayant lieu à l'intérieur de l'étoile, comme de l'eau bouillant dans une casserole,.
Les observations avec ALMA ont révélé en 2016 une tache de grande taille (plusieurs unités astronomiques), située dans la partie nord-est du disque et qui est environ 1 000 °C plus chaude que le reste de l'étoile. Cette découverte semble indiquer que l'atmosphère des supergéantes rouges n'est pas chauffée de façon homogène.

### Magnétosphère
Une série d'observations spectropolarimétriques de Bételgeuse, réalisées avec le télescope Bernard Lyot de l'observatoire du Pic du Midi, a révélé la présence d'un faible champ magnétique à sa surface, suggérant que les mouvements convectifs eux-mêmes peuvent être à l'origine de ce champ magnétique, à travers des mécanismes de dynamo à petite échelle,.

### Variabilité

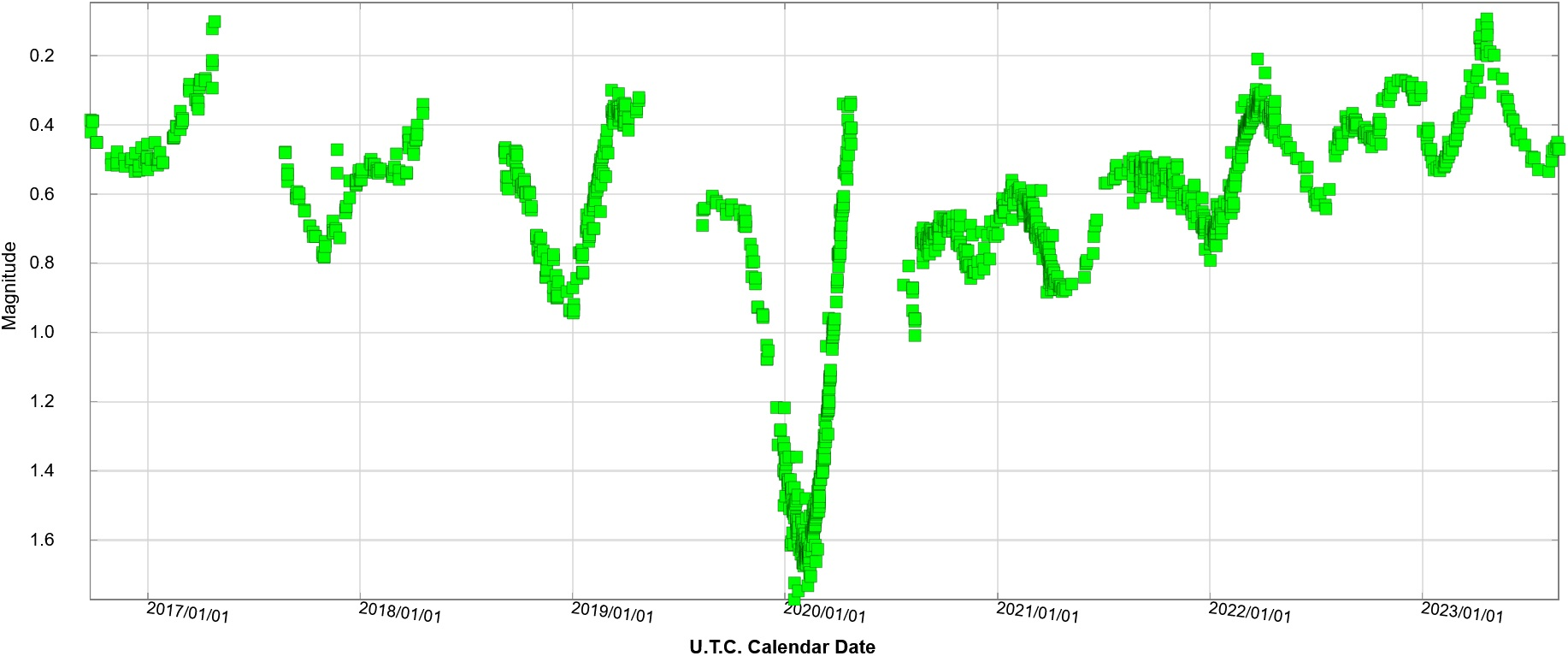
Courbe de lumière en magnitude apparente de Bételgeuse de 2017 à 2023, montrant sa baisse inhabituelle de luminosité en 2019 et 2020.

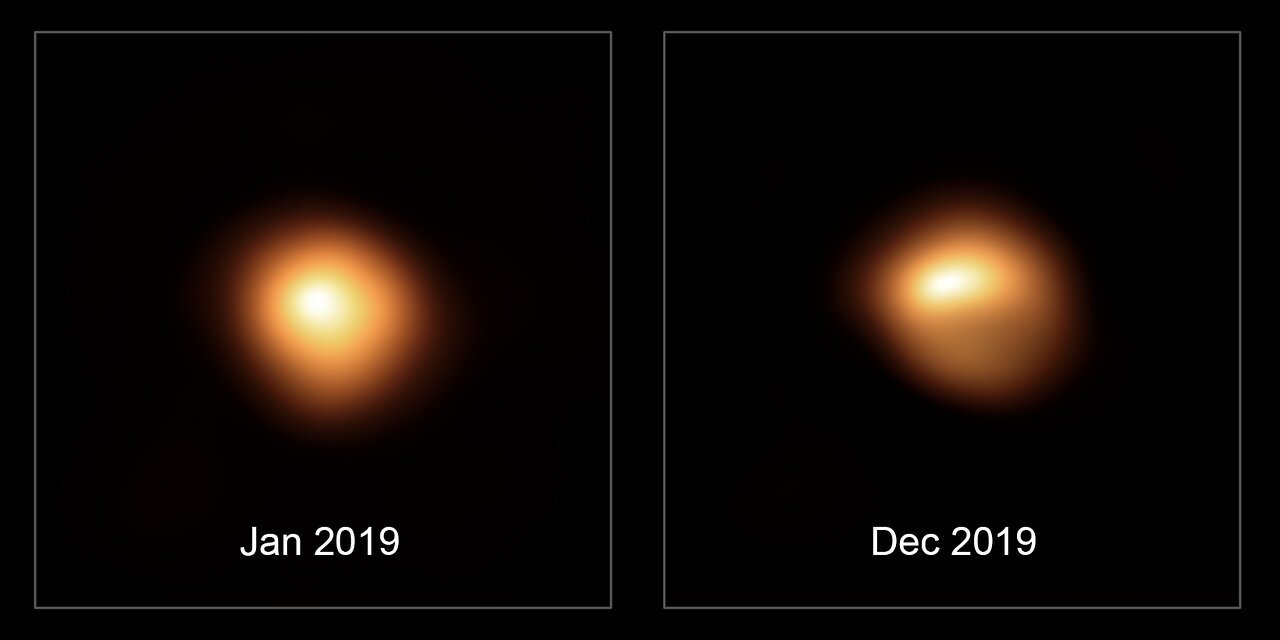
Bételgeuse couverte de poussière en décembre 2019.

Comme de nombreuses supergéantes rouges, Bételgeuse est une étoile variable semi-régulière, plus précisément de type SRc. Sa variabilité montre une période dominante d'environ 425 jours, sur laquelle se surimpose une période à long terme d'environ 5,9 ans. Habituellement, sa luminosité maximale s'établit autour de la magnitude 0,3 ou 0,4, ce qui en fait la 6e ou la 7e étoile la plus brillante du ciel nocturne.
À la fin de l'année 2019 et au début de l'année 2020, Bételgeuse connaît l'assombrissement le plus important jamais observé, sa magnitude apparente s'abaissant à 1,61 en février 2020. Dès la fin du même mois, sa luminosité regagne à peu près 10 %. Ce phénomène inattendu, très difficile à expliquer avec les théories existantes pour que ce changement soit réalisé en une durée si courte dans une si grande étoile, a été résolu par une équipe de l'Observatoire européen austral. Cette dernière a identifié une grosse éjection de gaz avant la diminution, qui avait été transformé en poussière, à la suite de son refroidissement. Finalement, ce voile de poussière avait provoqué la diminution de luminosité.
Toutefois, les caractéristiques de cette étoile restent encore énigmatiques. En avril 2023, sa luminosité a augmenté de 55 % ou plus en quelques jours, ce qui place Bételgeuse à la 7e place parmi les étoiles les plus brillantes au ciel. La raison pour laquelle ce phénomène est si brutalement arrivé n'est pas exactement connue. De plus en plus, les scientifiques considèrent qu'il s'agirait de la première phase d'une supernova. En effet, il leur semble que l'étoile avait déjà consommé tout l'hélium et que le cœur subit actuellement la fusion du carbone. L'explosion pourrait avoir lieu dans quelques décennies,.

### Avec Hubble

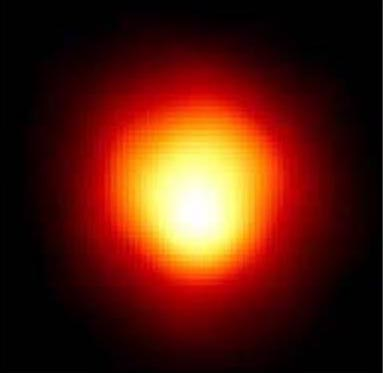
Bételgeuse - en 2002 par Hubble (NASA).

## Observations

### Avec ALMA

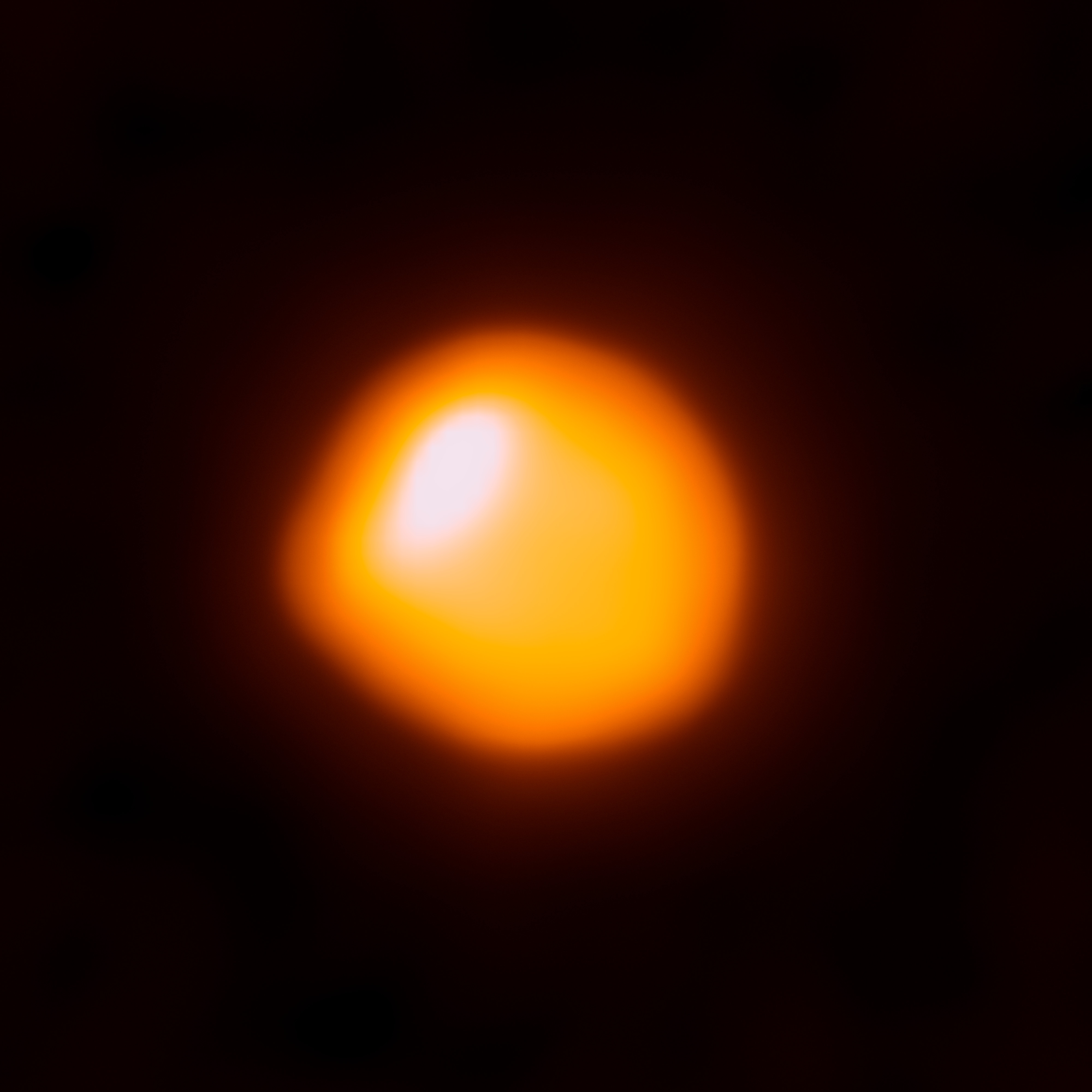
Bételgeuse photographiée par ALMA à 890 µm.

Eamon O'Gorman, Pierre Kervella, Graham Mark Harper, Anita Richards, Leen Decin, Miguel Montargès et I. McDonald ont observé pendant une heure le gaz chaud de la chromosphère de Bételgeuse dans l'infrarouge lointain, à 890 micromètres de longueur d'onde, avec 47 antennes du grand réseau d'antennes millimétrique/submillimétrique de l'Atacama (ALMA) qui synthétisait alors un télescope virtuel de 16 kilomètres de diamètre,.

## Une étoile compagne

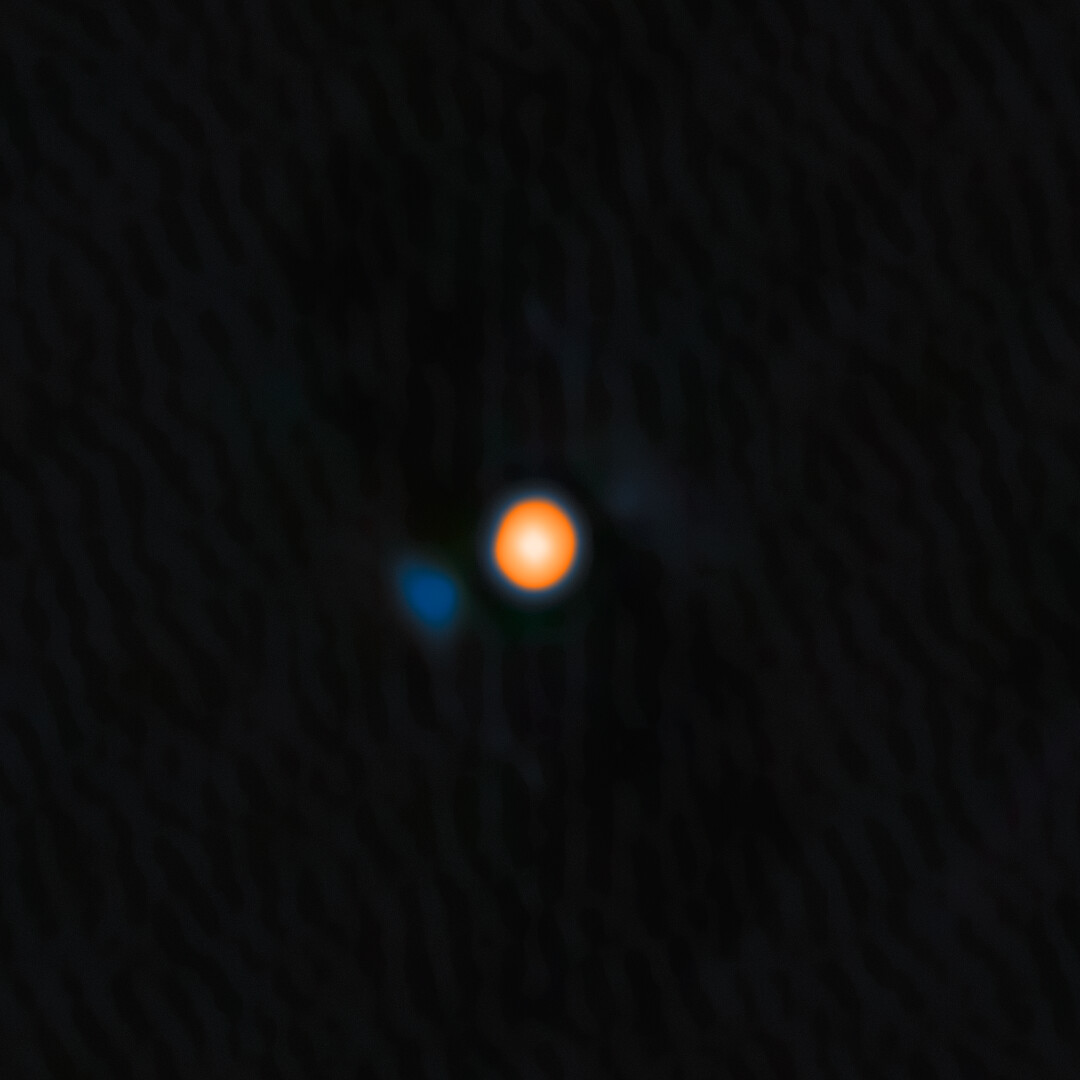
Observation directe de l'étoile compagne (en bleu) de Bételgeuse par l'observatoire Gemini en 2024.

Selon une étude de Jared A. Goldberg, Meridith Joyce et László Molnár publiée en 2024, la longue période secondaire de Bételgeuse, de 2 170 jours, serait due à une étoile compagne, désignée α Ori B. Elle aurait une masse minimale m sin(i) de 1,17 ± 0,7 masse solaire et une séparation orbitale de 1 850 ± 70 rayons solaire, c'est-à-dire 2,43+0,21
 −0,32 fois le rayon de Bételgeuse. L'existence d'un tel compagnon est confirmée observationnellement en juillet 2025,,.

## Dans la culture
- Douglas Adams, l'auteur de la série des best-sellers Le Guide du voyageur galactique, a créé un personnage du nom de Ford Prefect, journaliste pour ledit Guide et natif d'« une petite planète dans les environs de Bételgeuse », tout comme son cousin Zaphod Beeblebrox.
- C'est également autour de Bételgeuse que gravite La Planète des singes de Pierre Boulle.
- Bételgeuse est le siège d'un étrange gouvernement galactique dans le roman Le Gambit des étoiles de Gérard Klein (1958).
- Le physicien George Gamow a surnommé, lors de son voyage dans les Rocheuses canadiennes, un grand cheval rouge comme Bételgeuse. Dans le livre de l'astrophysique Une étoile appelée Soleil (1964), avec humeur, l'auteur présentait que les Cow-boys de la région, qui ne connaissaient pas l'origine de ce nom, l'appelaient Battle goose (Oie de bataille)[44].
- Bételgeuse est une planète en orbite autour de l'étoile du même nom dans Les Mondes d'Aldébaran, bande dessinée de Leo.
- Bételgeuse est le titre québécois du film Beetlejuice. C'est également ainsi qu'est orthographié dans le film le nom du bio-exorciste, le scénario étant d'ailleurs initialement intitulé Betelgeuse[45].
- Bételgeuse est le nom d'un personnage du light novel japonais Re:Zero kara Hajimeru Isekai Seikatsu écrit par Tappei Nagatsuki.
- Il est fait référence à Bételgeuse à plusieurs reprises dans la pièce de théâtre Loretta Strong de Copi.
- Bételgeuse est à l'origine du nom de Bazelgeuse[46], un monstre présent dans la série de jeux vidéos Monster Hunter.